# SN 1915A
SN 1915A – supernowa odkryta 20 marca 1915 roku w galaktyce NGC 4527. W momencie odkrycia miała maksymalną jasność 15,50m.